# 1954年太平洋颱風季
| 太平洋颱風季             |
| 主題頁 - 專題 - 編輯指南 |

1954年太平洋颱風季泛指在1954年全年內的任何時間，於赤道以北及國際換日線以西的太平洋水域，以及南中國海所產生的熱帶氣旋。雖然有關方面並沒有設下本颱風季的指定期限，但大部份於西北太平洋的熱帶氣旋通常都會於五月至十二月期間形成。
本條目的範圍僅侷限於赤道以北及國際換日線以西的太平洋及南海的水域。於赤道以北及國際換日線以東的太平洋水域產生的風暴則被稱為颶風，並被列入1954年太平洋颶風季。在西太平洋產生的熱帶風暴是由聯合颱風警報中心命名，國際編號為54xx。而凡進入或產生於菲律賓風暴責任範圍以內的熱帶低氣壓，菲律賓大氣地理天文部門 (PAGASA) 都會為它們訂立一個菲律賓名稱，作當地警報用途；因此同一個風暴有時候會有兩個不同的名稱。
以下各熱帶氣旋資訊以熱帶氣旋存在期間的最強形態為準。

## 熱帶氣旋
在1954年，有?個熱帶低氣壓形成，其中19個成為了熱帶風暴。15個成為了颱風。5個更成為了超級颱風。

### 超級颱風艾達 (Ida)
1954年第13號熱帶氣旋艾達於8月23日在關島附近洋面加強為熱帶風暴，隨後迅速加強，8月27日早上，艾達在菲律賓東方加強到她生命中的最頂點，飛機實測氣壓為888hpa，聯合台風警報中心給出150海里的評價。
隨後，艾達迅速逼近巴士海峡，8月28日早安到中午前後，艾達從台灣南方約280公里的海峽掠過，蘭嶼吹持續颶風，她的巨大環流甚至難以置信地讓500多公里外的東海彭佳嶼記錄到10級的持續風力，台灣南部高雄有人員傷亡報告，艾達進入南中國海後迅速遠離台灣，並穿越東沙島，隨後路徑稍微北折，威逼珠江口，皇家香港天文台在8月29日11時30分懸掛九號風球，顯示香港風力有上升至颶風的趨勢，並維持6小時15分鐘，香港記錄到持續9級、阵风15級的風力。入夜後不久，艾達從香港西南偏南約140公里處略過，逐漸遠離香港，移向廣東省西部沿海。8月30日凌晨1點，艾達在湛江東海島作第一次登陸，1小時後，再次在湛江市與雷州市交界處登陸。在湛江市，沿途所有測風儀器全部被摧毀。湛江市氣象局記錄到957.3hpa的海平面最低氣壓。（當時氣象局估計位於現在的湛江市霞山區，距離台風中心約20~30公里）
數小時後艾達進入北部灣，然後貼着廣西壯族自治區沿海，直奔越南而去。在颱風和天文大潮的推動下，沿海出現6米風暴潮，風浪爬高2~3米。雷州半島東岸堤圍幾乎全部崩潰，甚至100多公里外的海南省海口市也淪為汪洋澤地。房屋倒塌損毀90多萬間，十多萬人流離失所。

### 颱風南施 (Nancy)
在菲律賓以東海面形成的颱風南施，在整個生命期內，都是大致西行，且經過呂宋島北部及南海，最終直撲海南島以南海域及越南。皇家香港天文台在10月9日5時15分懸掛一號戒備信號，因為當時並未設有三號強風信號，而且天文台沒有懸掛本地強風信號，所以天文台在同日21時20分，直接改掛七號（今八號東北）烈風信號，最後在翌日7時30分直接除下所有信號，所有時間均為夏令時間。

### 超級颱風柏美娜 (Pamela)
1954年10月27日，一個低壓區在關島西南部海面上生成。同日，聯合颱風警報中心將其升格為熱帶風暴，並命名為柏美娜。初時，柏美娜走向主要以西北偏北為主。
10月28日，柏美娜轉向以較偏西方向移動。
10月29日下午8時，柏美娜改變為向西北方向移動。
10月30日上午2時，聯合颱風警報中心將其升格為一級颱風。
10月31日上午2時，聯合颱風警報中心將其直接升格為三級颱風。
11月1日下午8時，柏美娜達到巔峰程度中心附近一分鐘平均風力高達150節(280km/h)，聯合颱風警報中心將其直接升格為五級颱風。
11月2日，柏美娜以較為偏西的方向移動。
11月3日下午2時，聯合颱風警報中心將其降格為三級颱風。
11月4日上午2時，柏美娜通過巴士海峽進入南中國海。
11月5日上午2時，聯合颱風警報中心將其升格為四級颱風。上午8時，聯合颱風警報中心將其升格為五級颱風。下午2時，聯合颱風警報中心將其降格為四級颱風。下午8時，聯合颱風警報中心將其降格為三級颱風。
11月6日上午2時，聯合颱風警報中心將其降格為二級颱風。上午8時，柏美娜於珠江口以西一帶登陸。聯合颱風警報中心將其降格為一級颱風。
11月7日上午2時，聯合颱風警報中心將其降格為熱帶風暴。
11月8日上午2時，聯合颱風警報中心將其降格為熱帶低氣壓，並發出最後的警報。

## 熱帶氣旋名單
| - Elsie - Flossie - Grace - Helen - Ida - June - Kathy - Lorna | - Marie - Nancy - Olga - Pamela - Ruby - Sally - Tilda |